# Mimallo amilia
Mimallo amilia is een vlinder uit de familie van de Mimallonidae. De wetenschappelijke naam van de soort is voor het eerst geldig gepubliceerd in 1780 door Stoll.